# Ecthyma
Bei der Ecthyma, auch Ekthyma, handelt es sich um eine Hauterkrankung. Die Entstehungsursache von Ecthyma ist medizinisch nicht eindeutig definiert.
Auslöser von Ecthyma kann eine Superinfektion kleinerer Verletzungen, beispielsweise Insektenstiche, durch Beta-hämolysierende Streptokokken (E. simplex s. superficiale streptogenes) oder Staphylokokken sein. Auch weitere Kontamination von Hautregionen, die durch bereits bestehende Hauterkrankungen, wie Dermatitis oder Krätze angegriffen wurden, kann Ecthyma auslösen. Typisch für die daraus resultierende Hautveränderung ist eine linsen- bis münzengroße, scharfrandige und relativ oberflächliche Ulkus-Wunde, die wie ausgestanzt erscheint. Anamnestisch wichtig ist eine brennende, eitrige Entzündung (Pyodermie), vor allem im Bereich der Beine. Unbehandelt heilt die Ecthyma unter Hautnarbenbildung ab.
Im deutschsprachigen Raum waren Fälle von Ecthyma während des Zweiten Weltkrieges und infolge der damit einhergehenden schlechten Versorgung häufig zu beobachten. Heutzutage treten sie in Zentraleuropa nur noch selten auf, zum Beispiel bei Reisenden, die subtropische Länder besucht haben.
Therapiert wird mit Hilfe lokaler oder systemischer Antibiotikagabe.